# Iridopsis panopla
Iridopsis panopla är en fjärilsart som beskrevs av Louis Beethoven Prout 1932. Iridopsis panopla ingår i släktet Iridopsis och familjen mätare. Inga underarter finns listade i Catalogue of Life.